# Spoorlijn Pont-de-la-Deûle - Bachy-Mouchin
De spoorlijn Pont-de-la-Deûle - Bachy-Mouchin was een Franse spoorlijn die Flers-en-Escrebieux verbond met Bachy. De lijn was 26,6 km lang en heeft als lijnnummer 264 000.

## Geschiedenis
De lijn werd aangelegd door de Compagnie des chemins de fer du Nord en in twee gedeeltes geopend, van Pont-de-la-Deûle tot Orchies op 11 december 1880 en van Orchies tot Bachy-Mouchin op 20 december 1883. In 1939 is het grensoverschrijdende verkeer opgeheven. Tussen 1957 en 1980 volgde ook het gedeelte tussen Pont-de-la-Deûle en Orchies, thans is de volledige lijn opgebroken.

## Aansluitingen
Pont-de-la-Deûle
RFN 272 000, spoorlijn tussen Parijs en Lille
RFN 272 646, spoorlijn tussen Pont-de-la-Deûle en Pont-à-Marcq
Orchies
RFN 267 000, spoorlijn tussen Fives en Hirson
RFN 268 000, spoorlijn tussen Somain en Halluin
Nomain-Ouvignies
RFN 268 000, spoorlijn tussen Somain en Halluin
Bachy-Mouchin grens
Spoorlijn 88A tussen Doornik en Rumes